# Saint Andrew (Jamaica)
Saint Andrew é uma paróquia da Jamaica localizada no condado de Surrey, sua capital é a cidade de Half Way Tree.	